# Noam Nisan
Noam Nisan, né en 1961, est un chercheur et professeur israélien d'informatique de l'université hébraïque de Jérusalem (HUJI), connu pour son travail en théorie de la complexité, en théorie algorithmique des jeux et en complexité de la communication. Il a reçu le prix Gödel en 2012.

## Biographie
Noam Nisan a obtenu son BSc à l'HUJI en 1984 et son PhD en 1989 à l'université de Californie à Berkeley sous la direction de Richard Karp.
Il a été teaching assistant à Berkeley, postdoctorant au MIT et est professeur à l'HIJU depuis 1997. En parallèle de sa carrière académique, il a participé à certaines entreprises, notamment en tant que chercheur chez Google et Microsoft.

## Travaux
Nisan est connu pour son travail en complexité, notamment sa thèse autour des générateurs de nombres pseudo-aléatoires et complexité de la communication, thème sur lequel il a co-écrit l'un des ouvrages de référence.
Il est aussi reconnu pour son travail en théorie algorithmique des jeux, notamment en théorie des mécanismes d'incitation (mechanism design) et en théorie des enchères combinatoires (en).

## Prix
Noam Nisan a obtenu le prix Gödel en 2012, avec Elias Koutsoupias, Christos Papadimitriou, Amir Ronen, Tim Roughgarden et Éva Tardos pour la fondation de la théorie algorithmique des jeux, notamment dans l'article Algorithmic Mechanism Design (2001).
Il reçoit le prix Knuth 2016 pour son travail en complexité de la communication, sur les générateurs de nombres pseudo-aléatoires, les preuves interactives, et en théorie algorithmique des jeux.
Il reçoit le prix de l'EATCS en 2018.